# Apuntes para un diccionario de escritoras españolas del siglo XIX
Los Apuntes para un diccionario de escritoras españolas del siglo XIX son una colección de extractos biográficos reunidos por Manuel Ossorio y Bernard en cinco capítulos que se publicaron en la revista La España Moderna entre septiembre de 1889 y mayo de 1890.

## Descripción

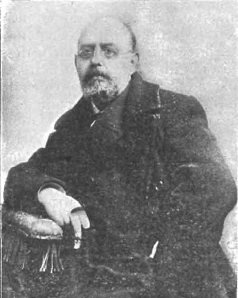
Manuel Ossorio y Bernard, autor de la obra

La obra, que la revista La España Moderna fue publicando por capítulos con una cadencia algo irregular ―figuró en los números de septiembre, octubre, diciembre, febrero y mayo―, recoge breves reseñas biográficas de escritoras españolas y lista algunos de los títulos escritos por ellas. Los capítulos van avanzando por la lista de autoras seleccionadas en orden alfabético; así, los extractos quedaron distribuidos de la siguiente manera:
- capítulo primero, de septiembre de 1889: desde «Acuña de la Iglesia» hasta «Cherner»;[3]
- capítulo segundo, de octubre de 1889: desde «Dato Muruais» hasta «Guzmán y la Cerda»;[4]
- capítulo tercero, de diciembre de 1889: desde «Haro» hasta «Mendoza»;[5]
- capítulo cuarto, de febrero de 1890: desde «Mendoza de Vives» hasta «Pérez de Zambrana»;[6] y
- capítulo quinto, de mayo de 1890: desde «Pérez de Montes de Oca» hasta «Zapatero y Angulo».[7]

En la introducción al primero de los capítulos, el que comienza con unas notas sobre Rosario de Acuña, Ossorio y Bernard entra a discutir la pregunta «¿Es un bien ó un mal que la mujer se instruya, tome parte en el movimiento intelectual, y escriba?». «Podemos asegurar que, ya sea un bien, ya un mal la mujer ilustrada y escritora, en nuestra patria existen señoras que escriben mucho y que escriben bien; y como tal vez no será ocioso traer á la eterna polémica algunos materiales curiosos, hemos tenido la paciencia de formar unos cuantos centenares de papeletas, que pueden servir de provechosa guía á los que gusten ampliarlas, ó formar acaso, con ellas por base, un Diccionario biográfico de Escritoras españolas del siglo XIX», zanja. Tras disfrutar de una buena acogida por los lectores, Ossorio y Bernard repetiría la fórmula con unos Apuntes para un diccionario de escritoras americanas del siglo XIX, publicados en la misma revista entre diciembre de 1891 y febrero de 1892.